# Der stille Don (1992)
Der stille Don (russisch Тихий Дон) ist eine siebenteilige Fernsehproduktion aus Russland, Großbritannien und Italien. Sie basiert auf dem gleichnamigen Roman des Schriftstellers Michail Scholochow, für den er 1965 den Nobelpreis für Literatur erhielt. Regie führte  Sergei Bondartschuk. Da er im Jahr 1994 verstarb, wurde der Film erst im Jahr 2006 fertiggestellt und zwar durch seinen Sohn Fjodor Bondartschuk (Montagearbeiten). 2006 strahlte das russische Fernsehen eine 7-teilige Miniserie aus. Im selben Jahr erschien eine gekürzte Version auf DVD.